# Constantin Rădulescu
Constantin 'Costel' Rădulescu (5 de octubre de 1896 — 31 de diciembre de 1981) fue un futbolista y entrenador de Rumania en los años 1920 y 1930. Como seleccionador, Rădulescu entrenó al equipo nacional de Rumania en tres Copas del Mundo consecutivas —1930, 1934 y 1938— y, además, fue presidente de la Federación Rumana de Fútbol entre 1923 y 1938. Entrenó al CFR Cluj, club cuyo estadio lleva su nombre como homenaje.